# Pristimantis pardalinus
Espèce
Synonymes
- Eleutherodactylus pardalinus Lehr, Lundberg, Aguilar & von May, 2006

Statut de conservation UICN

 EN B1ab(iii) : En danger
Pristimantis pardalinus est une espèce d'amphibiens de la famille des Craugastoridae.

## Répartition
Cette espèce est endémique de la province de Tarma dans la région de Junín au Pérou. Elle se rencontre dans le district de Huasahuasi vers 2 640 m d'altitude.

## Publication originale
- Lehr, Lundberg, Aguilar & von May, 2006 : New species of Eleutherodactylus (Anura: Leptodactylidae) from the eastern Andes of central Peru with comments on central Peruvian Eleutherodactylus. Herpetological Monographs, vol. 20, p. 105-128.